# Tomasz Gollob
Tomasz Gollob (født d. 11 April, 1971 i Bydgoszcz, Polen) er en polsk speedwaykører som har deltaget i Speedway Grand Prix siden sæsonen 1995. I 2010 vandt han Grand Prix-serien.